# جواهر مدینه
جواهر مدینه (به انگلیسی: The Jewel of Medina) نام رمانی تاریخی نوشته شری جونز نویسنده آمریکایی است که چاپ آن برای سال ۲۰۰۸ توسط انتشارات رندوم هاوس برنامه‌ریزی شده بود، ولی در نهایت چاپ آن لغو شد. این رمان داستانی ساختگی از زندگی عایشه یکی از زنان محمد است که به گفته نویسنده آن را با هدف تکریم نقش همسران محمد پیامبر دین اسلام در شکل گیری این دین، نوشته است.
تصمیم به تعلیق انتشار این کتاب پس از هشدار پروفسور دنیس اسپیلبرگ استاد دانشگاه تگزاس آمریکا صورت گرفت. که در مورد احتمال خشمگین شدن مسلمانان اخطار داده بود. ناشر کتاب می‌گوید در تصمیم خود به لغو چاپ کتاب امنیت نویسنده، کارمندان شرکت انتشاراتی، فروشندگان کتاب و دیگر افراد و ارگان‌های دخیل در چاپ و نشر کتاب را در نظر داشته است و نویسنده حق دارد اثر خود را در جای دیگر منتشر کند.